# Helmut Riedmeier
Helmut Riedmeier é um ex-fisiculturista alemão. Ele foi o Sr. Europa cinco vezes e o Sr. Universo duas vezes.

## Vida e Carreira
Riedmeier se tornou o Sr. Alemanha em 1964 e 1965. Ele perdeu para Arnold Schwarzenegger como vice-campeão na competição Mr. Europe em 1966. Ele teve sucesso como modelo fotográfico nas décadas de 1960 e 1970. Em sua última aparição pública no Campeonato Alemão em 2006 (aos 62 anos), ele foi recebido com uma ovação de pé.

## Prêmios
- 2001 Internationaler British Master Champion
- 1997 United Kingdom Championship (over 50) – 1. Platz
- 1996 NABBA Masters Mr. Britain – 1. Platz
- 1995 NABBA Masters Mr. Britain – 1. Platz
- 1983 IFBB European Mens Championships – 5. Platz
- 1974 NABBA Professional Mr.Universe – 1. Platz
- 1972 Mr.Europe – 1. Platz
- 1972 IFBB European Mens Championships – 1. Platz
- 1971 IFBB European Mens Championships – 2. Platz
- 1971 FFCPAS Mr.Europe – 2. Platz
- 1971 IFBB Mr.Universe – 1. Platz
- 1971 NABBA Professional Mr.United Kingdom – 1. Platz
- 1970 IFBB European Mens Championships – 1. Platz
- 1970 NABBA Mr.Universe – 2. Platz
- 1970 Mr.Europe – 1. Platz
- 1969 IFBB Mr. World – 5. Platz
- 1968 NABBA Mr.Universe – 2. Platz
- 1966 NABBA Mr.Universe – 5. Platz
- 1966 Mr.Europe – 2. Platz
- 1965 Mr.Europe – 1. Platz
- 1965 Mr.Germany – 1. Platz
- 1964 Junior Mr.Germany – 1. Platz

## Filmes
- 1971 - Mr. Europe
- 1980 - The Comeback
- 1988 - Schwarzenegger: Total Rebuild